# Mistrzostwa Polski w Judo 1987
31. edycja Mistrzostw Polski w judo odbyła się w dniach 24–25 maja 1987 roku w Koszalinie, gdzie rywalizowali mężczyźni oraz w Katowicach, gdzie rywalizowały kobiety w dniach 28–29 marca.

## Medaliści 31 mistrzostw Polski

### Kobiety
| Konkurencja: | Złoto:                                             | Srebro:                             | Brąz:                                                                       |
| 48 kg        | Beata Czaban Gryf Słupsk                           | Anna Chodakowska AZS WSI Opole      | Małgorzata Gancarz Polonez Warszawa Małgorzata Roszkowska Gwardia Białystok |
| 52 kg        | Joanna Majdan AZS-AWF Gdańsk                       | Iwona Raszko-Tracz Polonez Warszawa | Małgorzata Codello MKS Lublin Joanna Urbańska Pałac Młodzieży Łódź          |
| 56 kg        | Maria Gontowicz-Szalas AZS AWF Gorzów Wielkopolski | Edyta Jędrasik Żak Kielce           | Marzena Kostrzewa Gryf Słupsk Magdalena Szewczyk AZS Uniwersytet Warszawski |
| 61 kg        | Bogusława Olechnowicz Gryf Słupsk                  | Lucyna Moczek Gwardia Bielsko-Biała | Sabina Dyrda AZS WSI Opole Gabriela Ostrożołek ROW Rybnik                   |
| 66 kg        | Anna Udycz Gryf Słupsk                             | Jolanta Adamczyk Gwardia Warszawa   | Małgorzata Klepczyk Gwardia Opole Barbara Maślana Jordan Kraków             |
| 72 kg        | Maria Litwinowicz AZS-AWF Gdańsk                   | Stefania Drzewicka Gryf Słupsk      | Mariola Giza Gwardia Bielsko-Biała Jolanta Poświat AZS Gliwice              |
| +72 kg       | Hanna Kubacka AZS-AWF Wrocław                      | Irena Hrycyszyn Gwardia Opole       | Agnieszka Dziedzic MKS Siedlce Renata Szal AZS Poznań                       |
| open         | Jolanta Poświat AZS Gliwice                        | Stefania Drzewicka Gryf Słupsk      | Irena Hrycyszyn Gwardia Opole Bogusława Olechnowicz Gryf Słupsk             |

### mężczyźni
| Konkurencja: | Złoto:                                  | Srebro:                           | Brąz:                                                            |
| 60 kg        | Ireneusz Kiejda Wisła Kraków            | Jerzy Banaszczyk Gwardia Łódź     | Janusz Gaczkowski AZS-AWF Wrocław Emil Smalarz Wybrzeże Gdańsk   |
| 65 kg        | Andrzej Dziemianiuk Gwardia Warszawa    | Janusz Pawłowski Wybrzeże Gdańsk  | Marek Rybicki Gwardia Warszawa Piotr Sadowski Czarni Bytom       |
| 71 kg        | Wiesław Błach AZS-AWF Wrocław           | Krzysztof Kamiński AZS-AWF Gdańsk | Tomasz Błach Gwardia Opole Dariusz Olszewski Gwardia Olsztyn     |
| 78 kg        | Andrzej Grzegorek Gwardia Bielsko-Biała | Andrzej Sądej Gwardia Wrocław     | Bogdan Bogucki AZS-AWF Wrocław Eligiusz Mańkowski Olimpia Poznań |
| 86 kg        | Jerzy Pater Gwardia Koszalin            | Sławomir Celeban Arkonia Szczecin | Jarosław Przytuła AZS-AWF Gdańsk Adam Szyszczyński Gwardia Łódź  |
| 95 kg        | Wojciech Gędzik Wisła Kraków            | Jerzy Płoszaj AZS-AWF Gdańsk      | Jacek Beutler Olimpia Poznań Mirosław Ksok Gwardia Wrocław       |
| +95 kg       | Andrzej Basik Gwardia Bielsko-Biała     | Rafał Kubacki Gwardia Wrocław     | Jacek Czarkowski Flota Gdynia Henryk Stawski Czarni Bytom        |
| open         | Jacek Beutler Olimpia Poznań            | Andrzej Sądej Gwardia Wrocław     | Rafał Kubacki Gwardia Wrocław Wojciech Reszko Gwardia Wrocław    |